# Szombathya deretzi
Szombathya deretzi là một loài bọ cánh cứng trong họ Elateridae. Loài này được Platia & Schimmel miêu tả khoa học năm 1995.